# قائمة العطلات اليهودية والإسرائيلية بالتقويم الميلادي
- 1 يناير:يوم الملكية العامة (يوم دولي، يُطبق في إسرائيل).
- 1 يناير: يوم نوفي جود [الإنجليزية] (المجتمع اليهودي الروسي ).
- 6 مارس: اليوم الأوروبي للصالحين [الإنجليزية].
- 25-28 أبريل: زيارة النبي شعيب (عطلة رسمية في إسرائيل، الأقلية الدرزية).
- 9 مايو: يوم النصر (عطلة رسمية في إسرائيل)
- 30 يونيو: يوم البحرية.
- 17 يوليو: يوم فيرغون [الإنجليزية]
- 23 أغسطس: اليوم الأوروبي لإحياء ذكرى ضحايا الستالينية والنازية
- الأحد الأول من شهر سبتمبر: اليوم الفيدرالي للشكر والتوبة والصلاة [الإنجليزية] ( ألمانيا ، احتفال مشترك بين الأديان)
- 9 سبتمبر: يوم ضحايا الهولوكوست والعنف العنصري ( سلوفاكيا )
- 4 نوفمبر: ذكرى إسحاق رابين ( إسرائيل، غير رسمية، ولكن يتم الاحتفال بها على نطاق واسع)
- منقول في نوفمبر: يوم مستفا الدولي [الإنجليزية]2020 التاريخ: 15 نوفمبر [1]
- 30 نوفمبر: يوم ذكرى رحيل وطرد اليهود من الدول العربية وإيران [الإنجليزية] (إسرائيل)
- 4 ديسمبر: عيد البربارة ( إسرائيل، والأراضي الفلسطينية، ليس عطلة رسمية)
- 24 ديسمبر: ليلة نيتل [الإنجليزية]
- 31 ديسمبر: نوفي جود (المجتمع اليهودي الروسي)